# 9. siječnja
9. siječnja (9. 1.) 9. je dan godine po gregorijanskom kalendaru.
Do kraja godine ima još 356 dana (357 u prijestupnoj godini).

## Događaji
- 1766. – Connecticut ratificirao ustav SAD-a i postao savezna država
- 1792. – Ugovorom iz Jašija završio Rusko-turski rat
- 1847. – Američko-meksički rat: Započela bitka kod La Mese
- 1866. – Usvojena zastava Hondurasa
- 1916. – Završena Galipoljska bitka.
- 1919. – U Čakovcu usvojena Rezolucija o odcjepljenju Međimurja od Mađarske
- 1944. – Počelo savezničko bombardiranje Pule
- 1951. – U New Yorku je službeno otvoreno sjedište Ujedinjenih naroda, najveće svjetske mirotvorne organizacije.
- 1956. – Osnovano Luftwaffe
- 1957. – Anthony Eden podnio ostavku nakon neuspjele Sueske krize.
- 1960. – Započela izgradnja Asuanske brane u Egiptu.
- 1960. – Prema knjigama o Harry Potteru, rođen Severus Snape
- 1969. – Condonovo izvješće - predlaže se obustava rada na istraživanju NLO fenomena
- 1986. – Otkrivena Kresida, prirodni satelit Urana
- 1992. – Nastala je Republika Srpska.
- 1994. – Armija Bosne i Hercegovine je napala Vitez
- 2003. – Fokker F-28 kompanije TANS srušio se u planinama Perua ubivši 46 putnika i članova posade
- 2006. – Započelo suđenje trojici policajaca za ubojstvo Georgija Gongadzea
- 2009. – u Gazi ubijeno 758 ljudi, a gotovo 50 posto žrtava su žene i djeca
- 2011. – Održan referendum za neovisnost Južnog Sudana
- 2016. – U Lyonu otvoren Parc Olympique Lyonnais

| - 1554. – Grgur XV., papa († 1623.) - 1861. – Luka Liengitz, austrijska redovnica († 1890.) - 1864. – Karl von Czapp, austrougarski vojskovođa († 1952.) - 1890. – Karel Čapek, češki književnik, tvorac moderne znanstveno fantastične književnosti i uvoditelj riječi robot u današnji život († 1938.) - 1908. – Simone de Beauvoir, francuska književnica († 1986.) - 1913. – Richard Nixon, američki političar i predsjednik († 1994.) - 1921. – Patricia Highsmith, književnica - 1921. – Joan Baez, američka folk pjevačica - 1922. – Ahmed Sékou Touré, 1. predsjednik Gvineje († 1984.) - 1928. – Domenico Modugno, talijanski pjevač i političar († 1994.) - 1936. – Marko Veselica, hrvatski političar i proljećar († 2017.) - 1939. – Susannah York, engleska glumica († 2011.) - 1944. – Jimmy Page, engleski glazbenik, gitarist Led Zeppelina - 1955. – J.K. Simmons, američki glumac - 1956. – Imelda Staunton, engleska glumica - 1965. – Tyrone Bogues, američki košarkaš - 1979. – Markus Larsson, švedski alpski skijaš - 1982. – Kate Middleton, vojvotkinja od Cambridgea - 1987. – Paolo Nutini, škotski glazbenik - 1989. – Nina Dobrev, bugarsko-kanadska glumica - 1991. – Amel Tuka, bosanskohercegovački atletičar - 1994. – Ana Debelić, hrvatska rukometašica | - 1862. – Paulina Jaricot, francuska misionarka (* 1799.) - 1873. – Napoleon III. Bonaparte, francuski predsjednik i car (* 1808.) - 1878. – Viktor Emanuel II., prvi kralj ujedinjene Italije (* 1820.) - 1908. – Wilhelm Busch, njemački slikar i književnik (* 1832.) - 1918. – Georg Cantor, njemački matematičar († 1845.) - 1940. – Bonaventura Ćuk, hrvatski katolički svećenik, franjevac, hrvatski pjesnik, polihistor, filozof, zoolog, nastavnik (* 1907.) - 1967. – Ivo Pevalek, hrvatski botaničar (* 1893.) - 1988. – Juraj Krnjević, hrvatski političar i pravnik, jedan od prvaka Hrvatske seljačke stranke u razdoblju Prve Jugoslavije te u emigraciji nakon Drugog svjetskog rata (* 1895.) - 2010. – Jerko Bezić, hrvatski etnomuzikolog i akademik (* 1929.) - 2019. – Milan Pančevski, posljednji glavni tajnik Saveza komunista Jugoslavije (* 1935.) - 2020. – Mike Resnick, američki pisac ZF-a (* 5. ožujka 1942.) - 2022. – Bob Saget, američki glumac i komičar (* 1956.) |

## Blagdani i spomendani
- Dan sv. Andrijana Kanterberijskog
- Dan sv. Julijana
- Dan sv. Erharda

## Imendani
- Hadrijan
- Julijan
- Julian
- Julijana
- Juliana
- Živko
- Živka